# Gremlins: Los secretos de los Mogwai
Gremlins: Los secretos de los Mogwai (en inglés Gremlins: Secrets of the Mogwai) es una serie de televisión animada estadounidense que combina elementos de fantasía y comedia. Se desarrolla como una precuela de la película Gremlins de 1984 y su secuela de 1990, The New Batch. La serie tiene lugar en la década de 1920 en Shanghái, China del Este, y narra la historia de cómo Sam Wing, un niño de 10 años, conoce a Gizmo, un joven Mogwai. Fue escrita y producida ejecutivamente por Tze Chun, y cuenta con la participación de Steven Spielberg, Darryl Frank, Justin Falvey, Sam Register y Brendan Hay como productores ejecutivos. Joe Dante, quien dirigió las dos primeras películas, se desempeña como productor consultor. En febrero de 2021, se anunció que la serie había sido renovada para una segunda temporada antes de su estreno.
El primer episodio de Gremlins: Los secretos de los Mogwai se presentó en el Festival Internacional de Cine de Animación de Annecy el 13 de junio de 2022, antes de su estreno en Max el 23 de mayo de 2023. La serie constará de 10 episodios y también se emitirá en Cartoon Network como parte de su bloque de programación nocturno, ACME Night.

## Premisa
La serie se centrará en como Sam Wing, de 10 años, conoció al joven Mogwai llamado Gizmo. Junto con Elle, una ladrona adolescente, Sam y Gizmo emprenden un peligroso viaje por el campo chino, donde se encuentran, y a veces luchan, contra monstruos y espíritus coloridos de la mitología china. En su búsqueda por devolver a Gizmo a su familia y descubrir un tesoro legendario, son perseguidos por un ambicioso industrial y su creciente ejército de malvados Gremlins.

## Reparto de voz
- Izaac Wang como Sam Wing
- Ming-Na Wen como Fong Wing
- BD Wong como Hon Wing
- James Hong como el abuelo Wing
- Matthew Rhys como Riley Greene
- AJ Locascio como Gizmo
- Gabrielle Nevaeh Green como Elle
- Zach Galigan

### Invitados
- Sandra Oh
- Randall Park
- George Takei
- Bowen Yang

## Desarrollo
El 25 de febrero de 2019, se anunció que WarnerMedia había aprobado la producción de una serie animada basada en Gremlins para su servicio de streaming HBO Max. Tze Chun fue confirmado como escritor y productor ejecutivo, junto a Darryl Frank, Justin Falvey, Sam Register y Brendan Hay. El 1 de julio de 2019, se reveló que la serie, que había sido renombrada como Gremlins: Secrets of the Mogwai, tendría una orden de 10 episodios.
En febrero de 2020, el director de las dos películas originales, Joe Dante, reveló que estaba actuando como consultor para la adaptación televisiva. En julio del mismo año, se informó que Howie Mandel no repetiría su papel como Gizmo. El 17 de febrero de 2021, previo al estreno, HBO Max anunció la renovación de la serie para una segunda temporada durante el TCA Virtual Press Tour.
En febrero de 2021, se anunció el reparto de voces, que incluye a Izaac Wang, Ming-Na Wen, B. D. Wong, James Hong, Matthew Rhys y Gabrielle Green, con A. J. Locascio como la voz de Gizmo. En diciembre del mismo año, se presentó el primer adelanto en un tráiler de HBO Max que mostraba los estrenos programados para 2022. En julio de 2022, se dio a conocer que Zach Galligan, Sandra Oh, Randall Park, George Takei y Bowen Yang tendrían papeles recurrentes en la serie.

## Estreno
El primer episodio de Gremlins: Los secretos de los mogwai se presentó en el Festival Internacional de Cine de Animación de Annecy el 13 de junio de 2022, antes de que la serie de 10 episodios debutara con el lanzamiento de Max el 23 de mayo de 2023. En septiembre de 2021, se anunció que la serie se transmitiría en Cartoon Network como parte de su bloque ACME Night. El 16 de mayo de 2022, Warner Bros. Animation reveló un primer vistazo a los personajes principales de la serie.

## Recepción
El sitio web de agregación de reseñas Rotten Tomatoes informó un índice de aprobación del 100% con una calificación promedio de 8.8/10, basado en 13 críticas. El consenso del sitio web dice: "Recuperando la mezcla de ternura y caos de las películas originales, Secrets of the Mogwai es un entretenimiento familiar encantador, pero no lo alimentes después de la medianoche".